# بیداخوید

## موقعیت جغرافیایی ، جمعیت
بیداخوید، روستایی از توابع بخش نیر شهرستان تفت در ۷۲ کیلومتری جنوب غربی شهر یزد (در حدود ۵۲ کیلومتری جنوب غربی شهرستان تفت)، استان یزد ایران است.این روستا در دهستان بنادکوک قرار دارد.
براساس سرشماری مرکز آمار ایران در سال ۱۳۸۵، جمعیت آن ۲۴۵ نفر (۹۸خانوار) بوده‌است. 

## وجه تسمیه
در کتب تاریخی و لغت نامه ها، وجه تسمیه نام «بیداخوید» به معنی «دشت سبز» تعریف شده است. در لغت نامه دهخدا «بیدا» به معنی «دشت» و «خوید» به معنی «گندم سبز شده» می باشد.

## مشاهیر

### ارغوان رضایی بیداخویدی
تنیسور ارغوان رضایی یا بهتر است بگوییم ارغوان رضایی بیداخویدی، بازیکن حرفه‌ای تنیس جهان، ایرانی‌تبار مقیم فرانسه و مشهور به ملکه تنیس ایران، اصالتا اهل این روستا هستند. او تا به حال موفق به شکست دادن تنیسورهای مطرحی مانند ژوستین انه، دینارا سافینا، ماریا شاراپووا، ویکتوریا آزارنکا، فرانچسکا اسکیاوونه، کارولین وزنیاکی، فلاویا پنتا، ماریون بارتولی، یلنا یانکوویچ و آی سوگی‌یاما شده است. بالاترین رده او در رتبه‌بندی جهانی رده ۱۵ بوده‌ است که در ۱۱ اکتبر ۲۰۱۰ به‌دست آمد. بسیاری از مفسران ورزشی، منتقدان تنیس، بازیکنان گذشته و حال، وی را که توانسته بسیاری از بزرگان و نامداران تنیس جهان رو شکست دهد، یکی از برترین تنیسورهای تاریخ جهان می‌دانند. رضایی با تیم ملی ایران در بازی‌های اسلامی بانوان ۲۰۰۱ و ۲۰۰۵ مدال طلا را کسب کرده‌است.

### باباشیخ علی بیداخویدی
شیخ زین الدین علی بن محمود بن بنیمان، مشهور به باباشیخ علی بیداخویدی، سالک الی الله و عارف جلیل القدری بود که در روستای بیداخوید زندگی می کرد. جلال الدین شاه شجاع شیراز از محبان و ارادتمندان به باباشیخ علی بیداخویدی بوده و با باباشیخ علی مراوداتی داشته است و به روستای بیداخوید رفت و آمد داشته است. شاه شجاع، حاکم قدرتمند آل مظفر و از بزرگ‌ترین پادشاهان قرن هشتم هجری بود.حافظ شیرازی هم با شاه شجاع هم‌عصر بوده است و برخی اشعارش به حوادث دوران حکومت شاه شجاع اشاره دارد.  حافظ مانند بسیاری از شاعران آن عصر، مدح های متعددی را به نام شاه شجاع سروده‌ است و حتی شماری از اشعار مشهور حافظ به استقبال و پیروی از اشعار شاه شجاع سروده شده‌ است و این نشان‌دهندهٔ رابطهٔ نزدیک و محترمانهٔ بین این دو شخص است. ارتباط میان شاه شجاع و حافظ، از مهم‌ترین و جالب‌ترین روابط در تاریخ ادبیات فارسی است. 
کتابی در باب زندگی نامه باباشیخ علی بیداخویدی به اثر احمد احمدی بیداخویدی چاپ شده است که مطالب این کتاب بیشتر درباره کرامات این عارف جلیل القدر است. نخسه ای از این کتاب در کتابخانه تخصصی تاریخ اسلام و ایران موجود می باشد. البته گردآورنده ی این کتاب هم با مطالعه ي کتاب های جامع مفیدی ، تاریخ جدید یزد و کتاب یادگارهای یزد این کتاب رو گردآوری کرده است. این عارف بیداخویدی تا آخر عمر شریفش را در روستای بیداخوید زندگی کرده است. او مریدانی چون شیخ قطب الدین ابراهیم و بمان بیداخویدی و دیگران داشته است و اگر چه بارها به جاهای دیگر مانند ابرکوه و شیراز سفرها نموده؛ اما مسکن و ماوای ایشان بیداخوید بوده است. سرانجام در روز یکشنبه، چهارم رمضان المبارک در سال ۷۸۱ (ه.ق) در حالی که بیش از نود سال از عمر شریفش می گذشت، دیدار حق را لبیک گفت و به سرای باقی شتافت. بر طبق وصیت  ایشان، آن گوهر گرانمایه را در روستای بیداخوید به خاک سپردند. مجموعه شیخ علی بلیمان آرامگاه باباشیخ علی بیداخویدی هست که مربوط به سدهٔ ۹ ه.ق است و این اثر در تاریخ ۱ مهر ۱۳۶۳ با شمارهٔ ثبت ۱۶۶۶ به‌ عنوان یکی از آثار ملی ایران به ثبت رسیده است. 
از استادان باباشیخ علی بیداخویدی می توان شیخ ضیاءالدین یوسف، سلطان حاج شیخ نجم الدین محمود و شیخ تقی الدین دادا محمد را نام برد.

## قدمت
قدمت این روستا در حدود ۸۰۰ سال است.

## اماکن تاریخی
روستای بیداخوید از مکان هایی تاریخی شامل بقعه شیخ علی بنیمان، تپه شهدا (تل شهدا) و مسجد جامع قدیم بیداخوید برخوردار است.

### بقعه شیخ علی بنیمان
قدمت بقعه شیخ علی بنیمان که همان مجموعه شیخ علی بلیمان هست مربوط به سدهٔ ۹ ه.ق می باشد و در تاریخ ۱ مهر ۱۳۶۳ با شمارهٔ ثبت ۱۶۶۶ به‌عنوان یکی از آثار ملی ایران به ثبت رسیده است. این بقعه محل دفن شیخ علی بنیمان، از عرفای منطقه است که تاریخ وفات او به سال ۷۸۱ هجری قمری برمی‌گردد.

### مسجد جامع بیداخوید
درباره مسجد جامع بیداخوید با توجه به سنگ محرابش، قدمت این مسجد تاریخی مربوط به قرن هشتم هجری همزمان با حکومت آل مظفر است. همچنین  استاد محمد کریم پیرنیا که مهمترین مورخ معماری ایران می باشند ، در مقاله ای با عنوان "طاق و گنبد" ، اشاره ای چنین به مسجد جامع بیداخوید دارند:  «...یزدی بندی در مهرابه یا بازه بیداخوید یزد ( که فعلا با محرابی سنگی که تصنعا گچ کار گذاشته شده ) یا مسجد کنونی آن آبادی بچشم می خورد که از آغاز اسلام یا اندکی پیش از آن هم چنان دست نخورده باقی به جای مانده و با معماران یزدی و اصفهانی و شیرازی ( که خوشبختانه نامشان زینت بخش گور و مسجد بی بی خانم ( همسر تیمور ) و بقعه قاضی بسوی سایر بناهای سمرقند و مساجد و خانقاههای خراسان کنونی که در دوران فرمانروایی تیمور و فرزندانش ساخته شده ) به شمال ایران رفته و چنان عمومیت یافته که آنرا پدیده ای نو و مختص خوارزم...». این مسجد تاریخی، به شماره ۳۱۳۹۱ در فهرست آثار ملی ایران به ثبت رسیده است.

## شرایط اقلیمی
روستای بیداخوید از روستاهای خوش آب و هوا و از خنک ترین نقاط استان یزد می باشد.   این شرایط آب و هوایی باعث هجوم زمین‌خواران به این روستا و تصرف اراضی دولتی شده است. البته با پیگیری های شورا و دهیاری روستا، بخشی از این اراضی رفع تصرف شده است.

## قله سنگلستان
روستای بیداخوید در منطقه کوهستانی قرار دارد و در راه مواصلاتی این روستا، گردنه ای صعب العبور وجود دارد که در منطقه پشتکوه به گردنه بیداخوید معروف است. این گردنه در مجاورت کوه سنگلستان بیداخوید به ارتفاع قله ای ۳۵۴۰ متر قرار دارد. کوه سنگلستان، از کوه های معروف این منطقه می باشد. 

## جاذبه های طبیعی
این روستا دارای مزرعه های زیادی است که می توان از زرگین، مورُگ، اِشكِستِه ها، كِشبون، بیدَك( بیدُگ )، گُنبَدَك( گُنبدُگ )، بیدَخون، نیمبِرجو، اِشكَفت، پَشَمَك ( پَشَمُگ ) و... نام برد. از محصولات کشاورزی درختی روستای بیداخوید می توان از زردآلو، گردو، توت، بادام و سیب نام برد. این روستا در کنار دارا بودن از اماکن تاریخی، از تعدای مکان طبیعی دیدنی و زیبا برخوردار است که از آنها می توان از کنج چشمه، چمن، برفخانه و شورگ نام برد. 

### کنج چشمه
کنج چشمه، چشمه‌ پر آب روستاست که البته مقدار آبدهی این چشمه بستگی به میزان بارش سالانه روستا دارد. 

### چمن
چمن منطقه ای سرسبز با باغ ها و چشمه های طبیعی است. 

### برفخانه
برفخانه شکافی در کوه اطراف روستاست که در زمستان پر از برف می شود و تا اواخر تابستان نیز برف دارد. 

### شورگ
شورگ منطقه‌ای با چشمه‌های کوچک و جوشان املاح معدنی، که به دلیل رسوب‌گذاری املاح، تپه‌های سنگی زیبایی را ایجاد کرده‌اند. متاسفانه بدلیل خشکسالی های سال های گذشته، این روستا را همچون سایر نقاط استان و کشور، با ضررهایی مواجهه کرده است.